# Hole Land
 (novembre 2016).
Hole Land est un jeu vidéo d'arcade de type shoot 'em up développé par Tecfri, sorti en 1984 sur borne d'arcade,,